# Karel Václavů
Karel Václavů (30. října 1919 Ledce – ?2009 Praha) byl český a československý poválečný politik Komunistické strany Československa a poslanec Prozatímního Národního shromáždění, Ústavodárného Národního shromáždění a Národního shromáždění ČSR.

## Biografie
Byl synem domkáře, který byl členem Sociálně demokratické strany. Jeho rodina žila na venkově a od dětství tedy viděl, jak žijí a tvrdě pracují chudí lidé. Již v mládí ho zaujaly myšlenky, se kterými přišla komunistická strana. V roce 1935 byl činný ve Svazu mladých a v roce 1936 se stal členem KSČ. V říjnu 1938 se přestěhoval od rodičů do Plzně. Pracoval už tehdy v ilegalitě. Rozdával letáky a pomáhal s vydáváním časopisu Dělníci.
V listopadu roku 1938 se opět přestěhoval, ale tentokrát do Benešova. Tam pracoval jako dílovedoucí v mlékárenském družstvu. V Benešově navázal styk se stranickými soudruhy Hnojským a Oliveriusem, se kterými začali budovat ilegální organizaci. V té době vznikla i skupina mladých komsomolců. Po příchodu Němců byl soudruh Hnojský zatčen a za krátký čas i ostatní členové skupiny mladých. Začátkem roku 1939 získal Karel Václavů spojení do Prahy přes Františka Škrdlanta, který byl instruktor ÚV. Gestapo hledalo spojení na ústředí, o kterém se dozvědělo díky vedoucímu mladých soudruhu Hejtmánkovi, který o ústředí věděl od soudruha Hnojského. Soudruha Hnojského přivezli z lágru a krátce na to nejspíše shodou okolností, zatkli právě i Karla Václavů. Byl vězněn v Benešově a následně převezen na Pankrác. Nakonec byl v Drážďanech v roce 1940 pro nedostatek důkazů propuštěn. Vrátil se do Plzně, kde pracoval v ZKD (Západočeské konzumní družstvo). V Plzni se účastnil různých ilegálních činností. Navazoval spojení mezi soudruhy, účastnil se budování ilegálních organizací a organizoval ubytování instruktorů ÚV KSČ. V roce 1941 došlo k velkému zatýkání, při kterém byl zatčen i jeho bratr Antonín. Karla Václavů zatkli 16. ledna 1942. Byl vězněn a vyslýchán na gestapu v Plzni. Následně na Borech a poté znova v Drážďanech, kde byl tentokrát na čtyři a půl roku odsouzen. Poté byl vězněn v Zemské trestnici Waldheim (měl číslo 1055/21 Z). Za nějaký čas byl převezen na pobočku této káznice (Aussenkomando) do Zeithainu a skončil v pobočce koncentračního tábora Flossenbürg v Nossenu. Tam byl osvobozen Rudou armádou.
Bezprostředně po válce nejprve odešel do pohraničí, ale ještě během roku 1945 byl vyzván, aby se stal zemědělským tajemníkem Krajského výboru (KV) KSČ v Plzni. Jeho politický vliv rostl během roku 1947. Od března 1947 se řešilo obsazení nového KV KSČ a Karel Václavů byl jmenován jeho druhým místopředsedou. Od srpna 1947 působil jako politický tajemník KV KSČ. A v březnu 1948 se stal předsedou KV KSČ a dohlížel na její slučování se Sociální demokracií. V létě roku 1948 čelil kritice od části krajského vedení strany pro příliš direktivní styl rozhodování a eliminaci názorových oponentů. Ve funkci předsedy KV KSČ se připomíná ještě roku 1949. Byl relativně mladým funkcionářem, bez výraznějších zásluh z meziválečné doby. Jeho vzestup tak část plzeňské KSČ nepřijímala pozitivně. Naopak podporu mu vyslovoval Rudolf Slánský a ústředí KSČ.  V té době[kdy?] byl nucen z vyšších pozic odejít na funkci nižšího úředníka.
V letech 1945–1946 byl poslancem Prozatímního Národního shromáždění za KSČ. V parlamentu setrval až do parlamentních voleb v roce 1946, pak se stal poslancem Ústavodárného Národního shromáždění za KSČ. Znovu se členem parlamentu za KSČ stal ve volbách do Národního shromáždění roku 1948. Zvolen byl za volební kraj Plzeň a v parlamentu setrval do konce volebního období v roce 1954.
Postupně se znova vypracoval do vyšších pozic a v roce 1967 se stal 1. náměstkem ministra zemědělství a výživy Karla Mesteka. Československé hospodářství se v první polovině 60. let ocitlo v krizi, proto tým Ekonomického ústavu Československé akademie věd, jehož ředitelem byl Ota Šik, připravoval ekonomickou reformu. Tyto přípravy ukončila invaze vojsk Varšavské smlouvy. A jelikož se do přípravy reformy zapojoval i Karel Václavů, byl po roce 1968 označen jako „exponent pravice“. V říjnu 1969 byl vyznamenán Řádem práce a již v listopadu 1969 byl vyloučen ze strany. Tehdy byl uváděn jako náměstek ministra předsedy FV Ministerstva zemědělství a výživy ČSSR.
Poté pracoval až do odchodu do starobního důchodu ve Velkovýkrmnách v Praze Řepích. Po sametové revoluci dělal krátký čas poradce ministru hospodářství ČSFR.